# Barbara di Castri
Barbara di Castri (Roma, 25 ottobre 1960) è una giornalista e scrittrice italiana. Ha vissuto a Roma, Madrid e Milano e ha collaborato con numerose testate fra cui il quotidiano la Repubblica, il settimanale l'Espresso e agenzie radiofoniche del Gruppo Editoriale Espresso.
Si è occupata di comunicazione nel campo della moda, dell'arte e del volontariato. Nel 2009 ha creato il movimento Mi Sol Fa Volando scrivendo una raccolta di favole lette e distribuite da giovani volontari nei reparti pediatrici degli ospedali di Milano, di Roma e di Napoli e nelle sedi milanesi dell'Asilo Mariuccia e delle congregazioni delle Missionarie della Carità di Madre Teresa di Calcutta. La raccolta di favole Mi Sol Fa Volando è stata donata all'Associazione CAF Onlus, Centro Aiuto Minori e Famiglia e al Gruppo di Milano del Corpo Italiano di Soccorso dell'Ordine di Malta per il Treno dei Bambini in partenza per Lourdes. L'iniziativa è stata patrocinata dalla Croce Rossa Italiana (Comitato di Milano).
Nel 2017 ha curato un ciclo di incontri Ti racconto Milano, patrocinati dal Comune di Milano, Municipio 1, dedicati alla storia della città, presso l'Urban Center in galleria Vittorio Emanuele II.
In occasione dell'evento BookCity Milano 2017, alcuni suoi scritti sono stati  inseriti  nella mappa letteraria della città. La mappa interattiva si compone di oltre 5.000 citazioni geolocalizzate in base alle descrizioni dei luoghi di Milano.
Il libro Ti racconto Milano, viaggiando in metrò è stato portato al Trentunesimo Salone Internazionale del Libro, 2018 a Torino e presentato alla Triennale di Milano nella sua versione in inglese. Nel 2019 Ti racconto Milano viaggiando in metrò ha ricevuto il Premio Internazionale delle Arti Premio della Cultura per la Saggistica XXXI edizione.
Ha diretto per Aracne Editrice  la collana Metropoli di carta, che è stata presentata al Trentaduesimo Salone Internazionale del Libro 2019 di Torino . 
Da ottobre 2020 ha diretto per Aracne editrice una seconda collana dedicata ai bambini Bolle di Sapone che ha proposto ai genitori, ai nonni e agli insegnanti fiabe educative. 
Dal novembre 2023 dirige per Inventiamo srl le collane Metropoli di Carta e Castelli di Carta. 

## Opere
- Milano, palazzi figure e racconti, Rizzoli, 1994, ISBN 88-17-24505-4.
- Mai Tacli, Pironti Librai Editori, 1995
- Quando Roma andava in carrozza, Arnoldo Mondadori Editore, 1998, ISBN 88-04-45168-8.
- Capri, volti vicoli e scalinatelle, Deutsche Bank, 2003
- Ricordi di villeggiatura, Valentina Edizioni, 2007
- Passeggiate milanesi fra memoria e futuro, Macchione Editore, 2008
- 140 anni di Storia del Circolo della Caccia, 2009
- MI SOL FA Volando, patrocinato da Croce Rossa Italiana, Comitato di Milano, 2009
- Prigioniero in Kenya, Ugo Mursia editore, 2011
- Plumette e il Gomitolo Rosa, Associazione Gomitolo Rosa Onlus, 2016
- Favolando sopra il Pianeta Terra, Associazione Gomitolo Rosa Onlus, 2016
- Ti racconto Milano viaggiando in metrò, Aracne Editrice, 2017, ISBN 88-255-3020-X.
- Il Pattino innamorato di Fantasia, Orizzonte Autonomia Onlus, 2018
- Ti racconto Roma ... a modo mio, Aracne Editrice, 2018, ISBN 88-255-1989-3.
- La vera storia di Mr. Vidas e del leone Benny, VIDAS Casa Sollievo Bimbi, 2019
- Milan by subway yesterday and today, Aracne Editrice, 2019,ISBN 978-88-255-2413-0
- Coroncione il virus birbone e il girotondo della vittoria, Aracne editrice, 2020, ISBN 978-88-255-3761-1
- La luce che bagna Napoli, Aracne editrice,2020,ISBN 978-88-255-3924-0
- Nur e la Margherita, lettura nella Giornata Mondiale dei Diritti dell'Infanzia, Croce Rossa Italiana, Comitato di Milano, novembre 2022
- L'Albero di Natale della Croce Rossa di Milano, Croce Rossa Italiana, Comitato di Milano, con il Patrocinio del Comune di Milano, dicembre 2022
- Le Storie del Sole e delle Stelle, Croce Rossa Italiana, Comitato di Milano, con il Patrocinio del Comune di Milano, maggio 2023
- Milano in Metrò, Inventiamo Editore, novembre 2023, ISBN 979-12-814-3301-4
- Delitto a Senigallia, Inventiamo Editore, luglio 2025, ISBN 979-12-814-3303-8

Vivere Senigallia del 11/7/2025